# Apanteles acoris
Apanteles acoris är en stekelart som beskrevs av Nixon 1965. Apanteles acoris ingår i släktet Apanteles och familjen bracksteklar. Inga underarter finns listade i Catalogue of Life.